# ستون‌چشم‌داران
ستون‌چشم‌داران (نام علمی: Stylommatophora) نام یک کلاد از رده شکم‌پایان است.